# موقهر (حديبو)

تعديل مصدري - تعديل

موقهر هي إحدى قرى مديرية حديبو التابعة لمحافظة سقطرى، بلغ تعداد سكانها 69 نسمة حسب تعداد اليمن لعام 2004.